# Міриди

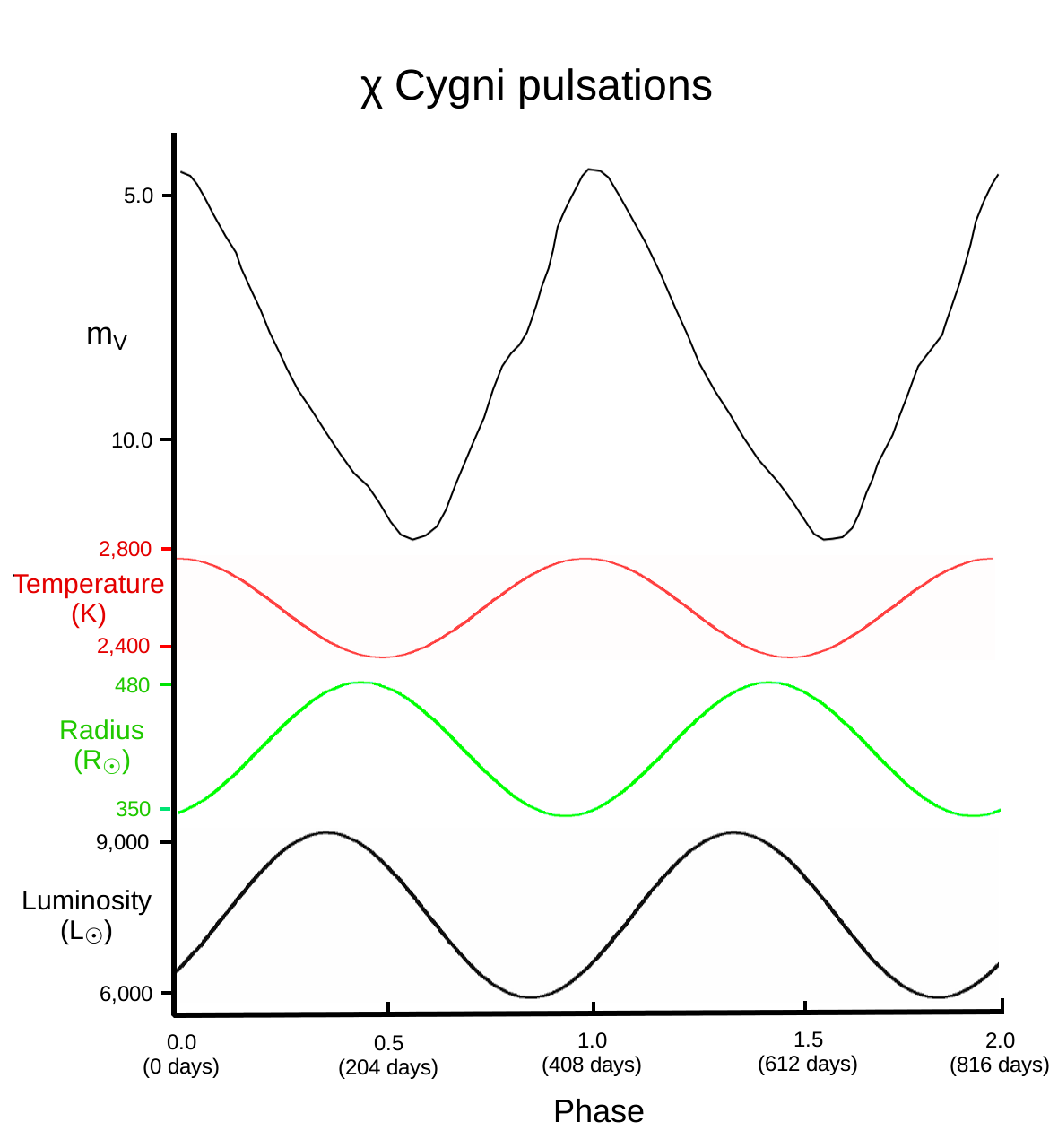
Типовий для мірид зв'язок між візуальною кривою блиску, температурою, радіусом і яскравістю на прикладі зорі χ Лебедя

Міриди (або зорі типу Міри Кита) — клас пульсуючих змінних зір, назву якому дала зоря Міра (Омікрон Кита). До цього класу належать зорі червоного кольору з періодом пульсацій від 80 до 1000 діб і змінами світності від 2,5 до 11 зоряних величин у видимому діапазоні. Міриди — червоні гіганти, що перебувають на кінцевих етапах зоряної еволюції. Міриди є популярними об'єктами спостереження астрономів-аматорів завдяки великій амплітуді змін їх блиску. Деякі міриди, включаючи саму Міру, спостерігаються вже понад століття.

## Фізичні моделі

Міриди серед інших змінних зір на діаграмі Герцшпрунга — Рассела

На діаграмі Герцшпрунга — Рассела Міріди лежать на асимптотичному відгалуженні гігантів. 
Джерелом енергії мірид, як й інших червоних гігантів асимтотичного відгалуження, в основному, є термоядерне горіння гелію в ядрі за участю горіння водню шаровому джерелі навколо ядра (на відміну від зір головної послідовності, які отримують енергію від перетворення водню на гелій в ядрі). Міриди спектрального класу M містять у фотосферах більше кисню, ніж вуглецю; у мірид класу S їх відношення приблизно однакове, у мірид класу C (вуглецевих зір) відношення C/O більше одиниці. У спектрах виявлено ознаки ударних хвиль та швидкого руху газу у фотосфері (доплерівський зсув).
Вважають, що маса мірид не перевищує двох сонячних мас, проте їхня світність у тисячі разів більша за сонячну через розширену зовнішню оболонку, що має радіус у 200—300 разів більший за радіус Сонця.
Пульсації мірид обумовлені їхнім періодичним стисканням та розширенням, що призводить до періодичних варіацій температури та світності. Температура найвища невдовзі після візуального максимуму, а найнижча — перед мінімумом. Радіус є найменшим безпосередньо перед візуальним максимумом і близько до моменту максимальної температури. Найбільшого розміру мірида досягає перед моментом найнижчої температури. Болометрична світність пропорційна четвертому ступеню температури та квадрату радіуса. Радіус змінюється більш ніж на 20%, а температура — менш ніж на 10%.

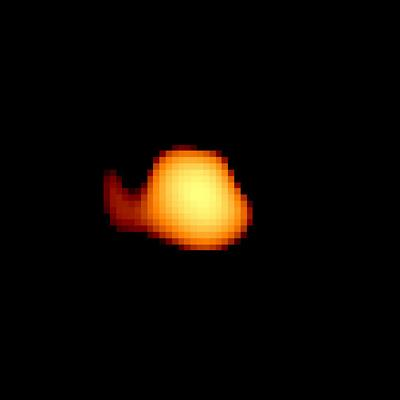
Ультрафіолетова світлина Міри, одержана космічним телескопом Габбла. Видно сильну асиметрію зорі

Ранні моделі мірид припускали, що протягом процесу пульсації зоря залишається сферично-симетричною (в основному це допомагало скоротити розрахунки під час комп'ютерного моделювання). Однак пізніше було виявлено асиметрію окремих мірид, а огляд показав, що близько 75% мірид не сферично-симетричні, що узгоджується з попередніми спостереженнями. Тому точні теоретичні моделі мірид вимагають моделювання їхньої тривимірної структури на суперкомп'ютерах. 
Міриди можуть бути багаті на кисень або вуглець. Багаті вуглецем зорі, такі як R Зайця, виникають лише у вузькому діапазоні умов, за яких припиняється характерна для зір асимптотичної гілки гігантів тенденція підтримки надлишкової кількості кисню над вуглецем через перемішування речовини. У пульсуючих зорях асимптотичної гілки гігантів, таких як Міра, ядерні реакції перебігають у двох сферичних шарах: водневому та гелієвому. При цьому періодично відбувається глибоке перемішування: вуглець із шару, де горить гелій, виноситься на поверхню, що формує вуглецеву зорю. Однак, у зорях із масою понад 4M☉ нижні ділянки конвективної зони (у яких горить водень) достатньо гарячі для реакцій CNO-циклу, і більша частина вуглецю там руйнується (перетворюється на азот та кисень) до того, як досягне поверхні. Таким чином, наймасивніші міриди не можуть стати багатими на вуглець.

## Криві блиску

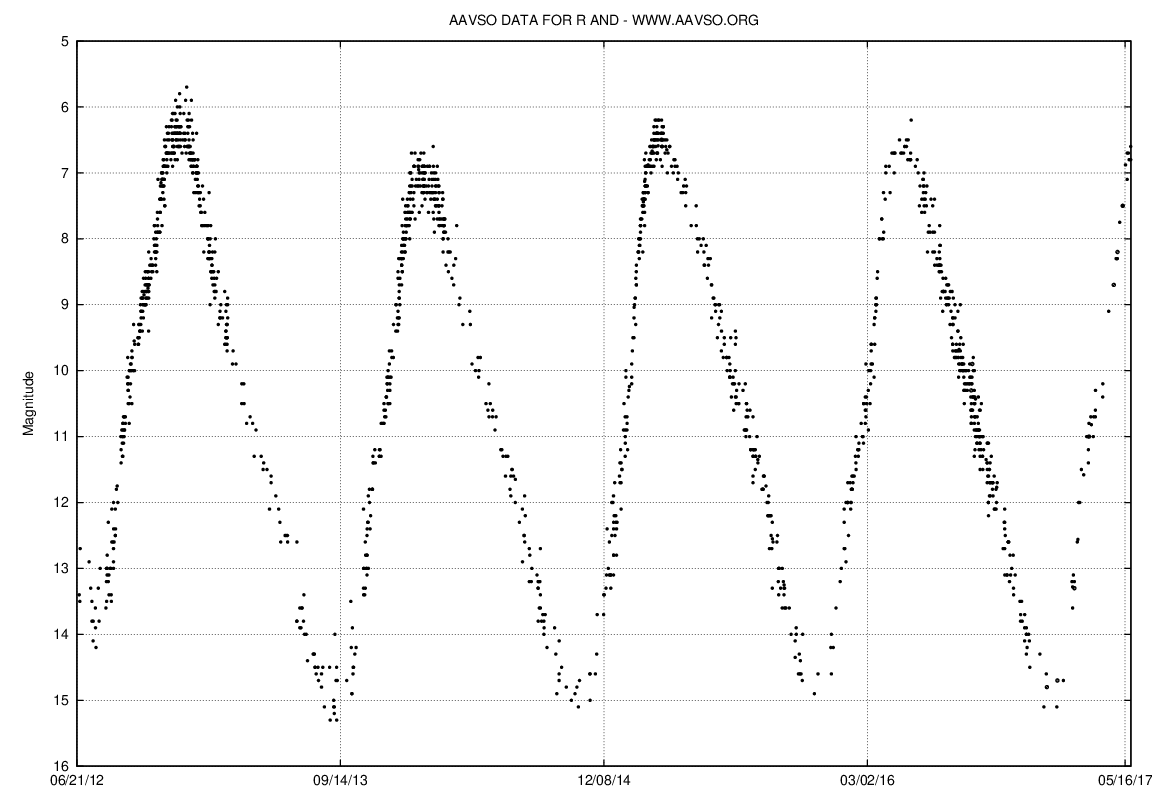
Крива блиску міриди R Андромеди

Хоч амплітуда варіацій кривих блиску мірид у видимому діапазоні може сягати 11 зоряних величин, в інфрачервоному діапазоні вона зазвичай менше 2,5, а в K-діапазоні навіть не перевищує 0,9. Така різниця пов'язана низькими температурами мірид. За їхніх типових температур близько 2000 K на інфрачервону ділянку спектру припадає близько 95% випромінювання. Невеликі зміни температури за таких умов можуть викликати дуже великі зміни яскравості у видимому діапазоні.
Невелика кількість мірид, імовірно, змінює період пульсації з часом: період значно зростає або зменшується (до трьох разів) протягом кількох десятиліть або кількох століть. Вважається, що цей ефект є наслідком термальних пульсацій, в результаті яких гелієва оболонка повторно запускає реакції у сферичному водневому шарі. При цьому змінюється структура зорі, що призводить до зміни періоду. Імовірно, такий процес характерний для всіх мірид на початковій нетривалій стадії їхньої еволюції. Однак, відносно невелика тривалість цієї стадії термальних пульсацій (кілька тисяч років) у порівнянні з часом перебування зорі на асимптотичній гілці гігантів (до мільйона років) призводить до того, що стадія термальних пульсацій спостерігається лише в кількох мірид із кількох тисяч відомих. Можливо, така стадія спостерігається у R Гідри. Більшість мірид демонструють повільні зміни періоду від циклу до циклу, які, імовірно, виникають внаслідок нелінійної поведінки оболонки зорі, включаючи відхилення від сферичної симетрії.

## Втрата маси
Міридам властивий високий темп втрати маси, що досягає 10-7—10-6 M☉ за рік. Протягом кількох мільйонів років вони скидають свою зовнішню оболонку й перетворюються на білі карлики. Цей процес відіграє велику роль у хімічній еволюції галактик, збагачуючи міжзоряне середовище важкими елементами. Деякі з мірид втрачають газ поступово, тоді як інші на певному етапі різко скидають зовнішню оболонку, утворюючи планетарні туманності. Після остаточного скидання оболонки на місці міриди залишається її гелієве[відсутнє в джерелі] ядро — білий карлик. 
Втрачена міридою речовина формує газово-пилову оболонку навколо зорі. Ця оболонка поглинає частину енергії зорі й перевипромінює її в інфрачервоному діапазоні. Ця оболонка для мірид є оптично тонкою у видимому діапазоні — зорі з оптично товстими оболонками класифікують як OH/IR зорі. У деяких випадках умови в газовій оболонці виявляються вдалими для утворення мазерного джерела з випромінюванням молекул OH, H2O або SiO.